# زمین‌لرزه ۱۳۹۲ بستک
زمین‌لرزه بستک، زمین‌لرزه‌ای به بزرگی ۴٫۵ در مقیاس بزرگای گشتاوری و  ۵٫۵ درجه در مقیاس ریشتر در عمق ۱۰،۵ کیلومتری زمین بود که ساعت ۶:۳۴:۵۷ به وقت محلی روز ۱۲ دی ۱۳۹۲ شهرستان بستک در استان هرمزگان را لرزاند.